# RBB Fernsehen
RBB Fernsehen est une chaîne de télévision généraliste régionale allemande éditée par la Rundfunk Berlin-Brandenburg, organisme de droit public issu de la fusion de SFB 1 (ancienne chaîne publique de Berlin) et de ORB Fernsehen (ancienne chaîne publique du Brandebourg). Elle conserve des infrastructures à Berlin et à Potsdam et cible les populations de Berlin et du Brandebourg. 
Cette chaîne de format généraliste est un des neuf « Dritten Fernsehprogramme » (troisième programme de télévision) émettant dans les différents länder. De fait, en Allemagne, on désigne sous cet intitulé les chaînes de télévision régionales publiques, qui occupent systématiquement la troisième position dans leur land respectif.

## Histoire de la chaîne
RBB Fernsehen est l'héritière de deux chaînes de télévision régionales publiques. Ostdeutschen Rundfunk Brandenburg (ORB Fernsehen), héritière de DFF-2 Länderkette et Sender Freies Berlin (SFB 1), ex pôle berlinoise de la chaîne N3 assurent pendant plusieurs années une mission de service public dans le cadre du « troisième programme de télévision ». Un rapprochement entre ces deux entités est envisagé au début des années 2000 afin de créer une chaîne de télévision unique pour la métropole berlinoise. Au terme de négociations, la fusion entre ORB et SFB intervient le 1er mai 2003. Les deux canaux, qui diffusent encore des programmes distincts, sont rebaptisés RBB Fernsehen (Rundfunk Berlin-Brandenburg). Le 1er mars 2004, les deux chaînes voient leur grille des programmes unifiée, en dehors de quelques décrochages spécifiques.

## Identité visuelle

### Logos

Logo de RBB Fernsehen du 1er mai 2003 au 27 août 2017.
Logo de RBB Fernsehen depuis le 28 août 2017.

## Organisation
Comme chacune de ces chaînes de télévision, RBB Fernsehen est associée au sein d'un organisme commun, ARD (Communauté de travail des établissements de radiodiffusion de droit public de la République Fédérale d’Allemagne), et une partie de ses programmes sert à alimenter la première chaîne de télévision allemande, Das Erste.

### Siège
Les studios de la RBB Fernsehen sont situés au sein du siège de la Rundfunk Berlin-Brandenburg, place Theodor-Heus à Berlin.

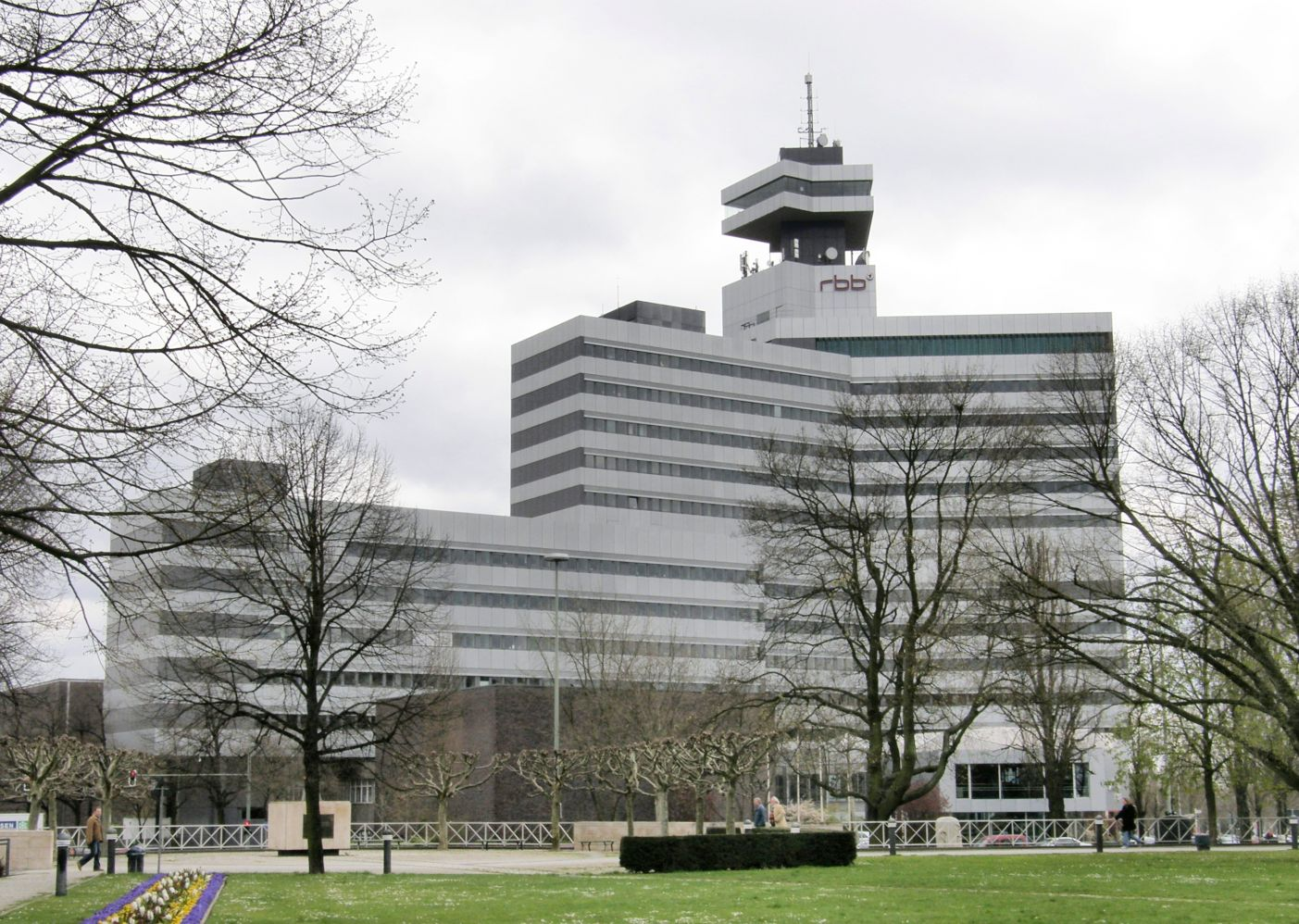
Le siège de la RBB, Theodor-Heus-Platz à Berlin
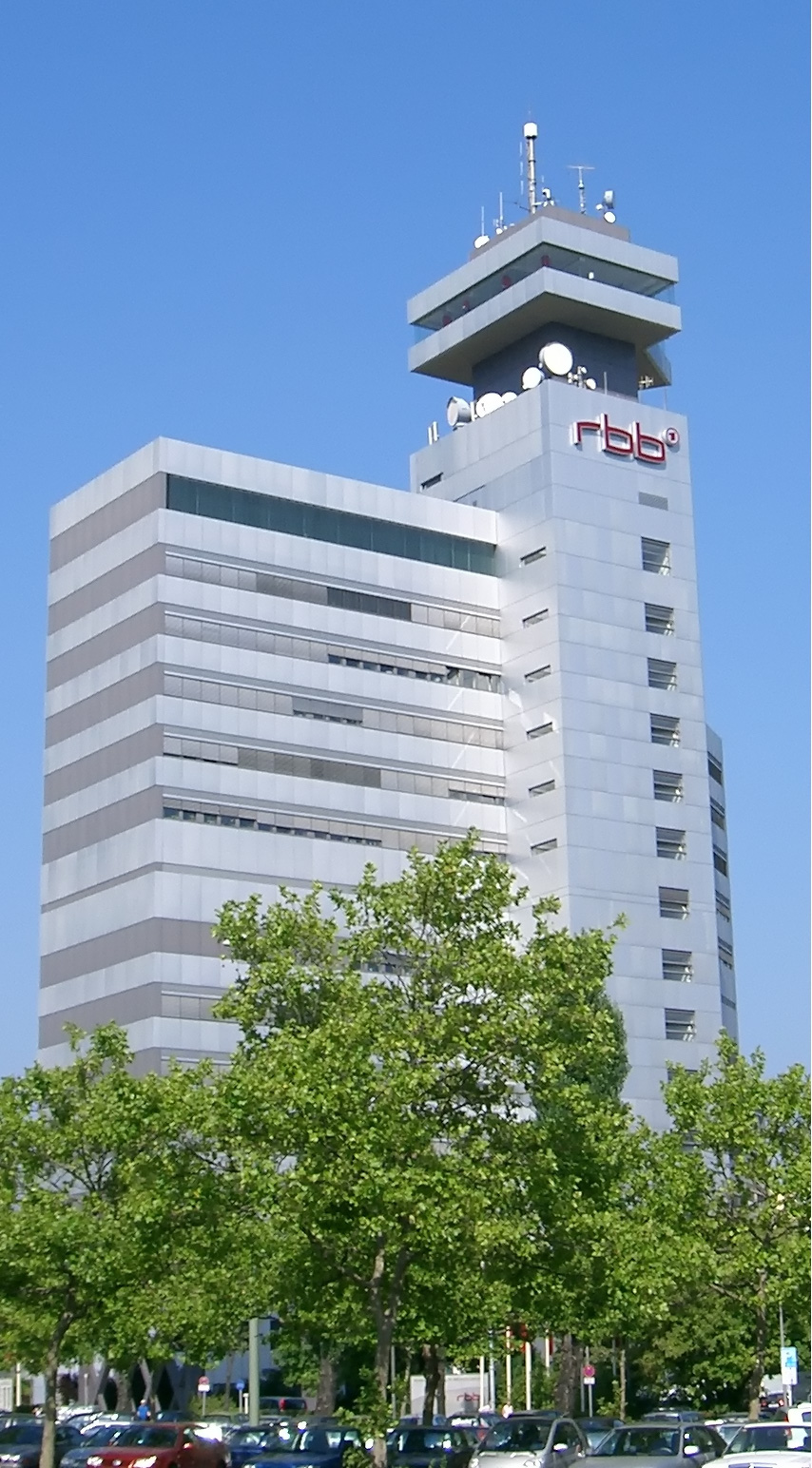
Tour de la RBB, Theodor-Heus-Platz à Berlin

## Programmes
RBB Fernsehen structure ses programmes autour de productions propres et d'émissions issues des autres chaînes coopérant au réseau ARD. L'information occupe une place importante, en particulier sous la forme de journaux télévisés (RBB Aktuell), d'émission de plateau (Zibb), de reportages (Die RBB Reporter) ou de décrochages régionaux (Brandenburg Aktuell, Abendschau). Le journal télévisé de la première chaîne (Das Erste) est repris chaque soir en direct, à 20 heures. La chaîne diffuse également des séries, des talk-shows, des documentaires, des émissions pour enfants et des variétés.

## Diffusion
RBB Fernsehen est diffusée sur le réseau hertzien à Berlin et au Brandebourg, mais également en clair par satellite ainsi que sur les différents réseaux câblés. La chaîne peut ainsi être reçue librement dans l'ensemble du pays, mais aussi dans une grande partie de l'Europe, via le système de satellites Astra.